# 3.º Esquadrão de Operações Espaciais
O 3º Esquadrão de Operações Espaciais é uma unidade de operações de satélite localizada na Base aérea de Schriever, no Colorado. Faz parte da Força Aérea dos Estados Unidos. Durante a Segunda Guerra Mundial, era conhecida por 3º Esquadrão de Reconhecimento Fotográfico, e participou na Guerra do Pacífico realizando reconhecimento aéreo e aerofotografia. Desactivado em 1947, voltou a ser activado em 1985 com o nome actual.